# Rudolf Thurneysen
Eduard Rudolf Thurneysen, född den 14 mars 1857 i Basel, död den 9 augusti 1940 i Bonn, var en schweizisk språkforskare.
Thurneysen studerade 1875—1880 i Basel, Leipzig, Berlin och Paris. Han blev 1882 privatdocent i romansk och keltisk filologi i Jena och 1886 extra ordinarie professor i romansk filologi där. År 1887 blev Thurneysen ordinarie professor i jämförande språkvetenskap i Freiburg im Breisgau och 1913 kom han i samma egenskap till Bonn. I boken Keltoromanisches (Halle 1884) rör Thurneysen sig ännu i gränsområdet mellan keltiska och romanska språk, men snart kom de keltiska att stå i förgrunden. Hans namn är knutet till ett par av de viktigaste upptäckter, som under 1800-talet gjordes på den keltiska språkvetenskapens område (L’accentuation de l'ancien verbe irlandais, 1884; Die Verbalpartikel ro, 1900), och han är författare till Handbuch des Alt-Irischen (1909). Dessutom inlade han stora förtjänster om irisk litteraturvetenskap (texthistoria och realtolkning). Thurneysen var dock inte uteslutande keltolog, utan lämnade inom en rad mycket olika områden av den indoeuropeiska språkvetenskapen skarpsinniga och värdefulla bidrag till forskningen.